# Mutsuhiko Nomura
Mutsuhiko Nomura (野村 六彦 Nomura Mutsuhiko?,  nacido el 10 de febrero de 1940 en Hiroshima) es un exfutbolista japonés que se desempeñaba como delantero.

## Trayectoria

### Clubes
| Club    | País  | Año         |
| ------- | ----- | ----------- |
| Hitachi | Japón | 1963 - 1975 |

## Palmarés

### Títulos nacionales
| Título              | Club                | País  | Año  |
| ------------------- | ------------------- | ----- | ---- |
| Japan Soccer League | Hitachi             | Japón | 1972 |
| Copa del Emperador  | Universidad de Chūō | Japón | 1962 |

### Distinciones individuales
| Distinción                                      | Año  |
| ----------------------------------------------- | ---- |
| Japan Soccer League Máximos goleadores          | 1965 |
| Japan Soccer League Best XI                     | 1972 |
| Inducido al Salón de la Fama del fútbol japonés | 2014 |